# فيلي ميتشيل (لاعب كرة قاعدة)
فيلي ميتشيل (بالإنجليزية: Willie Mitchell)‏ هو لاعب كرة قاعدة أمريكي، ولد في 1 ديسمبر 1889 في Pleasant Grove, Mississippi ‏ في الولايات المتحدة، وتوفي في 23 نوفمبر 1973 في ساردس في الولايات المتحدة.

## وصلات خارجية
- ويلي ميتشيل على موقعبيزبول رفرنس.كوم (الدوري الرئيسي) (الإنجليزية)
- ويلي ميتشيل على موقعبيزبول رفرنس.كوم (الدوري الثانوي) (الإنجليزية)
- ويلي ميتشيل على موقع مشجعي الرسوم البيانية (الإنجليزية)